# Иля Илф
Иля Илф е псевдонимът на Иля Арнолдович Файнзилберг, съветски писател сатирик, който работи съвместно с Евгений Петров.

## Биография и творчество
Роден е на 15 октомври (3 октомври по стар стил) 1897 г. в Одеса в семейството на банков чиновник, преселил се от Киев. От еврейски произход. През 1913 г. завършва техническо училище. Работи като чертожник, телефонен техник, статистик, сътрудник на вестник „Моряк“, редактор на списание „Синдетикон“, където публикува свои стихове под женски псевдоним. Тогава в Одеса се появява и псевдонима „Илф“.
От 1923 г. Иля Илф живее в Москва, занимавайки се с литературно творчество. През 1925 г. е командирован в Средна Азия. През същата година, работейки в редакцията на вестник „Гудок“ (издаван от ЦК на Профсъюза на работниците в железопътния транспорт), се запознава с Евгений Петров. Тяхната съвместна работа започва от 1926 г.: съчиняват теми за рисунки и пишат фейлетони в списание „Смехач“; обработват материали за списание „Гудок“. Според една версия, идеята за съвместното творчество на Илф и Петров принадлежи на брата на Евгений Петров – Валентин Катаев.
През 1928 г. в списание „30 дни“ („30 дней“) е публикувано първото значимо произведение на Илф и Петров – романът „Дванайсетте стола“ („Двенадцать стульев“), който има голям успех сред читателите, но е хладно посрещнат от литературната критика. Още преди публикуването му, цензурата доста е съкратила романа; процесът на цензуриране продължава още 10 години, и накрая от книгата остава около една трета.
През 1931 г. е публикуван вторият сатиричен роман с главен герой Остап Бендер – „Златният телец“. В новото произведение е представено едно ново лице на комбинатора.
През 1935–1936 г. Иля Илф и Евгений Петров пътуват до САЩ, в резултат на което се появява книгата „Едноетажната Америка“ („Одноэтажная Америка“).
Иля Илф умира в Москва на 13 април 1937 г. от туберкулоза. Погребан е на Новодевическото гробище.

## Произведения
Произведенията на Иля Илф са многообразни: стихове, фейлетони, очерци, разкази, повести, романи.
- „Москва – Азия“ – серия очерци
- 1928 – „Дванайсетте стола“ („Двенадцать стульев“) – роман, в съавторство с Евгений Петров
- 1928 – „Светла личност“ („Светлая личность“)
- 1929 – „1001 дни, или Новата Шехерезада“ („1001 день, или Новая Шахерезада“) – роман, в съавторство с Евгений Петров
- 1931 – „Златният телец“ („Золотой теленок“), новите похождения на героя от „Дванайсетте стола“- роман, в съавторство с Евгений Петров
- 1936 – „Едноетажната Америка“ („Одноэтажная Америка“) – в съавторство с Евгений Петров
- 1936 – „Веднъж през лятото“ („Однажды летом“) – киносценарий в съавторство с Евгений Петров